# Uli Stielike
Ulrich Stielike, detto Uli (Ketsch, 15 novembre 1954), è un ex calciatore e allenatore di calcio tedesco, di ruolo libero.

## Carriera

### Calciatore

#### Club
Nato a Ketsch, nel Baden-Württemberg, entrò nel giro delle giovanili della Nazionale tedesco-occidentale già dai tempi della militanza nel club della sua città, il SpVgg 06 Ketsch. Proprio grazie alle prestazioni in Nazionale fu notato nel 1972 dal Borussia Mönchengladbach, all'epoca una delle potenze del calcio tedesco ed europeo: nel primo anno nella sua nuova squadra, sotto la guida di Hennes Weisweiler, vinse subito la Coppa di Germania e giunse alla finale di Coppa UEFA, tuttavia persa contro il Liverpool.
Mediano - centrocampista arretrato, fu il perno del centrocampo della squadra che vinse tre Bundesliga consecutive, dal 1974-75 al 1976-77, nonché la Coppa UEFA 1974-75 vinta contro gli olandesi del Twente. L'ultimo atto da giocatore del Mönchengladbach fu la finale di Roma della Coppa dei Campioni 1976-77, di nuovo contro il Liverpool, e di nuovo risoltasi in una sconfitta.

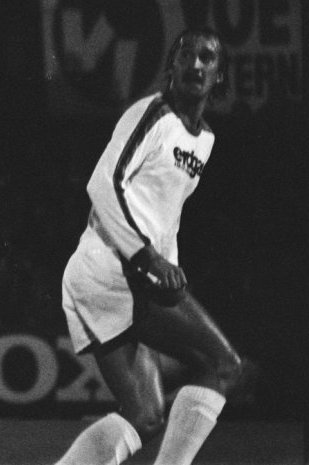
Stielike con la maglia del Borussia Mönchengladbach nel 1976

Nella stagione 1977-78 si trasferì in Spagna, nel Real Madrid, squadra con la quale continuò la sua striscia di campionati nazionali consecutivi: fino al 1980, infatti, le Merengues vinsero tre titoli spagnoli in sequenza, e nel 1981, riuscirono a centrare - per la prima volta dopo 15 anni - la finale della Coppa dei Campioni: l'avversario che trovarono a Parigi fu ancora una volta il Liverpool che, con un goal di Alan Kennedy, vinse la sua ennesima Coppa. Il primo successo europeo con il Real Madrid fu la Coppa UEFA 1984-85, che coincise anche con l'ultima stagione giocata in Spagna. Nel suo palmarès personale figurano anche due Coppe del Re (1979-80 e 1981-82) e una Coppa di Lega (1985).
A 31 anni, decise di chiudere la sua carriera agonistica tra gli svizzeri del Neuchâtel, vestendo i cui colori vinse ancora due titoli, i campionati elvetici del 1986-87 e 1987-88, prima di ritirarsi nel 1988.
A parte le presenze e i gol nelle rispettive Leghe, realizzò nelle coppe europee 3 gol in 28 incontri con il Mönchengladbach, 2 gol in 43 incontri con il Real Madrid e 5 gol in 12 incontri con il Neuchâtel.

#### Nazionale
Già facente parte delle varie giovanili tedesche, esordì in Nazionale maggiore nel 1975 e prese parte a tutti i tornei fino al 1984. Fece parte delle selezioni per il campionato del mondo 1982, nonché per i campionati d'Europa di Jugoslavia (1976), Italia (1980) - in cui la Germania Ovest si laureò campione continentale - e Francia (1984), ma non per quelle del campionato del mondo 1978, a causa della decisione presa dalla federcalcio tedesca alla fine degli anni settanta di non convocare calciatori che giocassero all'estero. Impiegato come libero, secondo alcuni osservatori Stielike sembrava idoneo a divenire il degno successore di Franz Beckenbauer alla guida della difesa tedesca, ma il fatto di non militare nella Bundesliga lo portò a scendere in campo solo 42 volte in 9 anni. L'ultima partita (Germania Ovest-Argentina 1-2, settembre 1984), curiosamente, coincise con l'esordio da CT proprio di Beckenbauer. Nei 9 anni in Nazionale realizzò anche 3 gol.
Il maggior successo sportivo a livello di Nazionale fu senza dubbio la vittoria nel campionato d'Europa 1980 la cui finale si disputò a Roma il 22 giugno 1980. Di fronte a una selezione organizzata come quella belga Stielike governò la propria difesa in modo da limitare le iniziative avversarie, anche se fu proprio lui a causare il calcio di rigore con cui i belgi pareggiarono temporaneamente, con un fallo su Ceulemans lanciato a rete.
Fu presente anche nella finale di Madrid del campionato del mondo 1982, in cui l'Italia vinse il suo terzo titolo mondiale. Cercò invano e ripetutamente di provocare i giocatori italiani, soprattutto Paolo Rossi, agitando davanti a loro il pallone davanti al naso per farli innervosire. Gli azzurri non ci cascarono, anzi Altobelli riuscì a segnare la rete del temporaneo 3-0 proprio malgrado un tentativo di salvataggio in extremis proprio da parte di Stielike. A titolo statistico Stielike è l'unico calciatore della nazionale tedesca ad aver sbagliato un tiro di rigore in una fase finale di un campionato del mondo. Accadde l'8 luglio 1982 a Siviglia, durante la semifinale del citato campionato: la partita contro la Francia terminò 3-3 dopo i tempi supplementari, e fu decisa ai rigori. La Germania Occidentale vinse 5-4, ma Stielike sbagliò il suo rigore, il quinto della serie, terzo per i tedeschi. Nelle successive tre occasioni mondiali in cui partite della Germania terminarono ai tiri di rigore (1986, 1990, 2006), nessun tedesco ha mai fallito dal dischetto.

### Allenatore
Subito dopo il ritiro, assunse nel 1989 l'incarico di commissario tecnico della Nazionale svizzera, che guidò nel percorso di qualificazione - fallito - al campionato del mondo 1990. Sempre in Svizzera allenò la sua ultima squadra da calciatore, il Neuchâtel. Tornato in Germania allenò nel biennio 1994-1996 il Mannheim e, dal 1998, entrò nei ranghi federali per seguire le nazionali giovanili tedesche, impegno al quale nei primi due anni accompagnò anche l'incarico di allenatore in 2ª della Nazionale maggiore dal 9 settembre 1998 al 7 maggio 2000.
Dal 2000 al 2004 si dedicò invece interamente alla guida della Nazionale Under 21.
Il 12 settembre 2006 viene nominato commissario tecnico della Costa d'Avorio firmando un biennale, subentra al dimissionario Henri Michel. L'8 ottobre esordisce nella vittoria per 5 a 0 contro la Gabon valevole per la qualificazione alla Coppa d'Africa del 2008. Il 7 gennaio 2008 si dimette per stare vicino al figlio malato, venendo sostituito momentaneamente da Gérard Gili il quale partecipa al suo posto alla Coppa d'Africa. Il 1º febbraio muore il figlio 23enne. Il 7 marzo ritorna alla guida della nazionale ivoriana. Il 15 aprile la federazione decide di non rinnovare il contratto scaduto.
Il 31 maggio è stato ingaggiato come allenatore del FC Sion, squadra della prima divisione svizzera, firmando un triennale. Il 3 novembre si dimette dal club elvetico dopo la richiesta del presidente Christian Constantin di poter partecipare alle scelte tattiche, insieme a lui si dimette anche il direttore sportivo Paolo Urfer. Lascia la squadra al settimo posto in campionato dopo aver ottenuto 2 vittorie, 4 pareggi e 5 sconfitte.
Il 6 gennaio 2009 diventa allenatore dell'Al-Arabi, squadra della prima divisione qatariota. Si piazza al settimo posto in campionato, viene eliminato nella Coppa del Qatar ai quarti di finale dal Qatar SC per 2 a 1 e nella Sheikh Jassem Cup non riesce ad andare oltre ai gironi. Il secondo anno al club qatariota si piazza al terzo posto in campionato, perde la finale della Coppa del Presidente del Qatar per 5 a 0 contro l'Al-Gharafa, viene eliminato nella Coppa del Qatar ai quarti di finale dall'Umm-Salal per 4 a 3 dopo i calci di rigore e nella Sheikh Jassem Cup viene eliminato in semifinale dall'Al-Wakrah per 4 a 3 dopo i calci di rigore. Il 7 maggio 2010 viene nominato tecnico del Al-Sailiya. Il 6 giugno 2013 ritorna alla guida dell'Al-Arabi. Nella Sheikh Jassem Cup non riesce ad andare oltre ai gironi. Il 29 gennaio 2014 dopo la sconfitta per 6 a 3 contro l'Al-Ahly viene esonerato, lasciando la squadra al settimo posto in campionato.
Il 5 settembre viene nominato commissario tecnico del Corea del Sud. Esordisce il 10 ottobre nell'amichevole vinta per 2 a 0 contro il Paraguay. Nella Coppa d'Asia del 2015, supera il girone con pieni punti e ottiene il secondo posto venendo sconfitta in finale dall'Australia che stava nel proprio girone. Nella Coppa d'Asia orientale, sempre nel 2015, si piazza primo vincendo il titolo. Supera la seconda fase al primo posto del girone a pieni punti per le qualificazioni al Mondiale 2018. Il 15 giugno 2017 viene esonerato dopo la sconfitta contro il Qatar per la terza fase delle qualificazioni per il Mondiale.

## Palmarès

### Giocatore

#### Club

##### Competizioni nazionali
- Campionato tedesco: 3

Borussia Mönchengladbach: 1974-1975, 1975-1976, 1976-1977
- Coppa di Germania: 1

Borussia Mönchengladbach: 1972-1973
- Campionato spagnolo: 3

Real Madrid: 1977-1978, 1978-1979, 1979-1980
- Coppa di Spagna: 2

Real Madrid: 1979-1980, 1981-1982
- Coppa della Liga: 1

Real Madrid: 1984-1985
- Campionato svizzero: 2

Neuchâtel Xamax FC: 1986-1987, 1987-1988
- Supercoppa di Svizzera: 1

Neuchâtel Xamax FC: 1987

##### Competizioni internazionali
- Coppa UEFA: 2

Borussia Mönchengladbach: 1974-1975
Real Madrid: 1984-1985

#### Nazionale
- Campionato d'Europa: 1

Italia 1980